# Pływanie na Mistrzostwach Świata w Pływaniu 2017 – sztafeta mieszana 4 × 100 m stylem dowolnym
Sztafeta mieszana 4 × 100 m stylem dowolnym – jedna z konkurencji, która odbyła się podczas Mistrzostw Świata w Pływaniu 2017. Eliminacje i finał miały miejsce 29 lipca.
Sztafeta amerykańska w składzie: Caeleb Dressel, Nathan Adrian, Mallory Comerford, Simone Manuel zdobyła złoty medal i poprawiła o prawie cztery sekundy rekord świata, uzyskawszy czas 3:19,60. Srebrny medal zdobyli reprezentanci Holandii, którzy ustanowili nowy rekord Europy (3:21,81). Brąz wywalczyli Kanadyjczycy, czasem 3:23,55 poprawiając rekord swojego kraju.

## Rekordy
Przed zawodami rekordy świata i mistrzostw wyglądały następująco:
| Rekord                   | Reprezentacja     | Czas    | Miejsce  | Data             |
| ------------------------ | ----------------- | ------- | -------- | ---------------- |
| Rekord świata            | Stany Zjednoczone | 3:23,05 | Kazań    | 8 sierpnia 2015  |
| Rekord mistrzostw świata | Stany Zjednoczone | 3:23,05 | Kazań    | 8 sierpnia 2015  |
| Rekord świata juniorów   | Kanada            | 3:27,71 | Singapur | 27 sierpnia 2015 |

W trakcie zawodów ustanowiono następujące rekordy:
| Data     | Etap konkurencji | Reprezentacja | Czas    | Rekord |
| -------- | ---------------- | --- | ------- | ------ |
| 29 lipca | finał            | Stany Zjednoczone · Caeleb Dressel (47,22) · Nathan Adrian (47,49) · Mallory Comerford (52,71) · Simone Manuel (52,18) | 3:19,60 | , CR   |

## Wyniki

### Eliminacje
Eliminacje rozpoczęły się 29 lipca o 10:21.
| Miejsce | Wyścig | Tor | Państwo           | Zawodnik / Zawodniczka                                                                                                   | Czas      | Uwagi |
| ------- | ------ | --- | ----------------- | --- | --------- | ----- |
| 1.      | 3      | 4   | Holandia          | Ben Schwietert (48,97) Kyle Stolk (48,06) Femke Heemskerk (52,77) Maud van der Meer (54,09)                              | 3:23,89   | Q     |
| 2.      | 1      | 6   | Stany Zjednoczone | Blake Pieroni (48,23) Townley Haas (48,32) Lia Neal (53,98) Kelsi Worrell (53,40)                                        | 3:23,93   | Q     |
| 3.      | 3      | 7   | Kanada            | Yuri Kisil (48,57) Markus Thormeyer (49,35) Sandrine Mainville (53,75) Chantal van Landeghem (53,40)                     | 3:25,07   | Q     |
| 4.      | 3      | 3   | Węgry             | Dominik Kozma (48,25) Nándor Németh (48,61) Zsuzsanna Jakabos (54,18) Evelyn Verrasztó (54,41)                           | 3:25,45   | Q     |
| 5.      | 2      | 4   | Włochy            | Alessandro Miressi (48,51) Ivano Vendrame (48,54) Federica Pellegrini (53,80) Erika Ferraioli (54,86)                    | 3:25,71   | Q     |
| 6.      | 2      | 7   | Japonia           | Katsuhiro Matsumoto (49,42) Katsumi Nakamura (47,98) Tomomi Aoki (54,86) Chihiro Igarashi (54,65)                        | 3:26,91   | Q,    |
| 7.      | 2      | 5   | Rosja             | Nikita Korolew (49,27) Aleksandr Popkow (48,48) Wiktorija Andriejewa (54,63) Wieronika Popowa (54,56)                    | 3:26,94   | Q     |
| 8.      | 3      | 0   | Australia         | Louis Townsend (49,42) Zac Incerti (49,03) Brianna Throssell (54,74) Madison Wilson (54,30)                              | 3:27,49   | Q     |
| 9.      | 2      | 1   | Chiny             | Lin Yongqing (49,26) Cao Jiwen (49,92) Wu Qingfeng (55,15) Sun Meichen (55,09)                                           | 3:29,42   |       |
| 10.     | 3      | 9   | Dania             | Anders Lie (49,70) Daniel Skaaning (49,87) Signe Bro (54,79) Emilie Beckmann (55,77)                                     | 3:30,13   |       |
| 11.     | 1      | 3   | Izrael            | Marcus Schlesinger (50,80) Liran Konovalov (50,27) Keren Siebner (56,14) Andrea Murez (53,95)                            | 3:31,16   |       |
| 12.     | 2      | 6   | Południowa Afryka | Douglas Erasmus (50,02) Zane Waddell (48,85) Erin Gallagher (55,26) Emma Chellius (57,25)                                | 3:31,38   | AF    |
| 13.     | 1      | 2   | Luksemburg        | Julien Henx (50,22) Pit Brandenburger (51,02) Julie Meynen (55,93) Monique Olivier (57,73)                               | 3:34,90   |       |
| 14.     | 1      | 4   | Łotwa             | Uvis Kalniņš (50,50) Girts Feldberg (50,83) Gabriela Ņikitina (56,76) Kristina Steina (1:00,27)                          | 3:38,36   |       |
| 15.     | 3      | 6   | Jordania          | Khader Baqlah (49,46) Mohammed Bedour (50,47) Talita Baqlah (1:00,69) Dara Al-Bakry (59,69)                              | 3:40,31   |       |
| 16.     | 3      | 8   | Makau             | Chao Man Hou (52,33) Lin Sizhuang (52,45) Tan Chi Yan (59,37) Lei On Kei (59,34)                                         | 3:43,49   |       |
| 17.     | 3      | 1   | Aruba             | Mikel Schreuders (49,80) Jordy Groters (53,10) Allyson Ponson (59,87) Daniella van den Berg (1:01,17)                    | 3:43,94   |       |
| 18.     | 1      | 7   | Seszele           | Dean Hoffman (55,23) Alexus Laird (1:00,82) Adam Moncherry (57,93) Felicity Passon (58,29)                               | 3:52,27   |       |
| 19.     | 2      | 9   | Madagaskar        | Heriniavo Rasolonjatovo (54,29) Andrianirina Lalanomena (59,04) Elodie Marion Razafy (1:03,53) Hantan Raharvel (1:02,53) | 3:59,39   |       |
| 20.     | 2      | 2   | Tadżykistan       | Olim Kurbanow (59,51) Ramzijor Chorkaszow (1:05,14) Karina Klimyk (1:13,55) Anastasija Tjurina (1:11,45)                 | 4:29,65   |       |
| 21.     | 3      | 2   | Malediwy          | Ismail Muthasim Adnan (1:02,06) Aminath Shajan (1:12,51) Sajina Aishath (1:15,35) Mubal Azzam Ibrahim (1:01,32)          | 4:31,24   |       |
| 22. !   | 1      | 5   | Słowacja          | | 9:99,99 ! | DNS   |
| 22. !   | 2      | 0   | Wyspy Owcze       | | 9:99,99 ! | DNS   |
| 22. !   | 2      | 3   | Egipt             | | 9:99,99 ! | DNS   |
| 22. !   | 2      | 8   | Sri Lanka         | | 9:99,99 ! | DNS   |
| 22. !   | 3      | 5   | Francja           | | 9:99,99 ! | DNS   |

### Finał
Finał odbył się 29 lipca o 19:17.
| Miejsce | Tor | Państwo           | Zawodnik / Zawodniczka                                                                               | Czas    | Uwagi |
| ------- | --- | ----------------- | --- | ------- | ----- |
| 1. !    | 5   | Stany Zjednoczone | Caeleb Dressel (47,22) Nathan Adrian (47,49) Mallory Comerford (52,71) Simone Manuel (52,18)         | 3:19,60 | WR    |
| 2. !    | 4   | Holandia          | Ben Schwietert (49,12) Kyle Stolk (47,80) Femke Heemskerk (52,33) Ranomi Kromowidjojo (52,56)        | 3:21,81 | ER    |
| 3. !    | 3   | Kanada            | Yuri Kisil (48,51) Javier Acevedo (48,68) Chantal van Landeghem (53,25) Penny Oleksiak (53,11)       | 3:23,55 | NR    |
| 4       | 7   | Japonia           | Katsuhiro Matsumoto (49,38) Katsumi Nakamura (47,76) Rikako Ikee (53,50) Chihiro Igarashi (54,14)    | 3:24,78 | AS    |
| 5       | 2   | Włochy            | Luca Dotto (48,71) Alessandro Miressi (48,27) Federica Pellegrini (53,49) Silvia Di Pietro (54,42)   | 3:24,89 |       |
| 6       | 6   | Węgry             | Dominik Kozma (48,12) Richárd Bohus (48,54) Zsuzsanna Jakabos (53,60) Evelyn Verrasztó (54,76)       | 3:25,02 | NR    |
| 7       | 1   | Rosja             | Daniła Izotow (48,59) Aleksandr Popkow (48,48) Wiktorija Andriejewa (54,66) Wieronika Popowa (53,76) | 3:25,49 | NR    |
| 8       | 8   | Australia         | Louis Townsend (49,24) Alexander Graham (48,36) Brittany Elmslie (53,93) Madison Wilson (53,98)      | 3:25,51 |       |